# Liste der Baudenkmäler in Enneberg
Die Liste der Baudenkmäler in Enneberg (ladinisch Mareo, italienisch Marebbe) enthält die 36 als Baudenkmäler ausgewiesenen Objekte auf dem Gebiet der Gemeinde Enneberg in Südtirol.
Basis ist das im Internet einsehbare offizielle Verzeichnis der Baudenkmäler in Südtirol. Dabei kann es sich beispielsweise um Sakralbauten, Wohnhäuser, Bauernhöfe und Adelsansitze handeln. Die Reihenfolge in dieser Liste orientiert sich an der Bezeichnung, alternativ ist sie auch nach der Adresse oder dem Datum der Unterschutzstellung sortierbar.

## Liste
| Foto |                 | Bezeichnung                                                             | Standort                     | Eintragung                   | Beschreibung                                                        | Metadaten                                              |
| ---- | --------------- | ----------------------------------------------------------------------- | ---------------------------- | ---------------------------- | ------------------------------------------------------------------- | ------------------------------------------------------ |
| ja   | Datei hochladen | Altes Gasthaus Janesch ID: 14567                                        | 46° 42′ 54″ N, 11° 52′ 42″ O | 8. Sep. 1986 (BLR-LAB 4974)  | Ländliches Wohnhaus/Bauernhof                                       | KG: Welschellen Bauparzelle: 391                       |
| ja   | Datei hochladen | Asch (Prack) ID: 14540                                                  | 46° 43′ 12″ N, 11° 54′ 35″ O | 20. Nov. 1950 (MD)           | Ansitz                                                              | KG: Enneberg Bauparzelle: 38                           |
| ja   | Datei hochladen | Biccia mit Stadel und Kornkasten in Les Ciases ID: 14544                | 46° 43′ 17″ N, 11° 56′ 39″ O | 8. Sep. 1986 (BLR-LAB 4974)  | Ländliches Wohnhaus/Bauernhof                                       | KG: Enneberg Bauparzelle: 100, 101, 102                |
| ja   | Datei hochladen | Färber in St. Vigil ID: 14556                                           | 46° 41′ 56″ N, 11° 56′ 14″ O | 13. Jan. 1951 (MD)           | Ländliches Wohnhaus/Bauernhof                                       | KG: Enneberg Bauparzelle: 392/1, 392/2                 |
| ja   | Datei hochladen | Federa in St. Vigil ID: 14555                                           | 46° 41′ 54″ N, 11° 56′ 7″ O  | 8. Sep. 1986 (BLR-LAB 4974)  | Ländliches Wohnhaus/Bauernhof                                       | KG: Enneberg Bauparzelle: 379/1, 379/3                 |
| ja   | Datei hochladen | Gerichtshaus in St. Vigil ID: 14552                                     | 46° 41′ 54″ N, 11° 55′ 51″ O | 8. Sep. 1986 (BLR-LAB 4974)  | Ländliches Wohnhaus/Bauernhof                                       | KG: Enneberg Bauparzelle: 317/1                        |
| BW   | Datei hochladen | Gschlierkapelle bei Palfrad ID: 14545                                   | 46° 44′ 25″ N, 11° 52′ 39″ O | 8. Sep. 1986 (BLR-LAB 4974)  | Kapelle                                                             | KG: Enneberg Bauparzelle: 168                          |
| ja   | Datei hochladen | Hotel Monte Sella ID: 14559                                             | 46° 42′ 6″ N, 11° 55′ 44″ O  | 8. Sep. 1986 (BLR-LAB 4974)  | Hotel                                                               | KG: Enneberg Bauparzelle: 519                          |
| BW   | Datei hochladen | Kapelle auf dem Weg nach Plaiken ID: 14546                              | 46° 44′ 9″ N, 11° 53′ 8″ O   | 20. Nov. 1950 (MD)           | Kapelle                                                             | KG: Enneberg Bauparzelle: 174                          |
| ja   | Datei hochladen | Kapelle in Innergruns ID: 14569                                         | 46° 44′ 3″ N, 11° 52′ 33″ O  | 8. Sep. 1986 (BLR-LAB 4974)  | Kapelle                                                             | KG: Welschellen Bauparzelle: 430/2                     |
| ja   | Datei hochladen | Kapelle in Les Ciases ID: 14563                                         | 46° 43′ 17″ N, 11° 56′ 40″ O | 24. Aug. 1987 (BLR-LAB 5088) | Kapelle                                                             | KG: Enneberg Bauparzelle: 559                          |
| BW   | Datei hochladen | Kapelle in Peskosta/Weitental ID: 14570                                 | 46° 43′ 40″ N, 11° 51′ 34″ O | 8. Sep. 1986 (BLR-LAB 4974)  | Kapelle                                                             | KG: Welschellen Grundparzelle: 3182/1                  |
| ja   | Datei hochladen | Kapelle in Runggatsch ID: 14561                                         | 46° 41′ 40″ N, 11° 56′ 11″ O | 24. Aug. 1987 (BLR-LAB 5084) | Kapelle                                                             | KG: Enneberg Bauparzelle: 543                          |
| ja   | Datei hochladen | Kapelle in Unterkastlung ID: 14565                                      | 46° 42′ 16″ N, 11° 52′ 31″ O | 8. Sep. 1986 (BLR-LAB 4974)  | Kapelle                                                             | KG: Welschellen Bauparzelle: 362                       |
| BW   | Datei hochladen | Kornkasten beim Kaneider in St. Vigil ID: 14551                         | 46° 42′ 0″ N, 11° 55′ 43″ O  | 8. Sep. 1986 (BLR-LAB 4974)  | Kornkasten                                                          | KG: Enneberg Bauparzelle: 305                          |
| ja   | Datei hochladen | Lourdeskapelle im Dorf ID: 14560                                        | 46° 41′ 50″ N, 11° 55′ 56″ O | 24. Aug. 1987 (BLR-LAB 5088) | Kapelle                                                             | KG: Enneberg Bauparzelle: 528                          |
| ja   | Datei hochladen | Lourdeskapelle in Zwischenwasser ID: 14564                              | 46° 43′ 19″ N, 11° 53′ 31″ O | 8. Sep. 1986 (BLR-LAB 4974)  | Kapelle                                                             | KG: Enneberg Bauparzelle: 647                          |
| BW   | Datei hochladen | Mair in Hof ID: 14542                                                   | 46° 42′ 49″ N, 11° 55′ 17″ O | 8. Sep. 1986 (BLR-LAB 4974)  | Ländliches Wohnhaus/Bauernhof                                       | KG: Enneberg Bauparzelle: 54                           |
| ja   | Datei hochladen | Margarethenkapelle in Welsch-Montal ID: 14550                           | 46° 42′ 31″ N, 11° 55′ 2″ O  | 20. Nov. 1950 (MD)           | Kapelle                                                             | KG: Enneberg Bauparzelle: 272                          |
| ja   | Datei hochladen | Mariahilfkapelle in Zwischenwasser ID: 14548                            | 46° 43′ 10″ N, 11° 53′ 54″ O | 8. Sep. 1986 (BLR-LAB 4974)  | Kapelle                                                             | KG: Enneberg Bauparzelle: 241                          |
| BW   | Datei hochladen | Mesnerhaus ID: 50584                                                    | 46° 43′ 32″ N, 11° 53′ 39″ O | 3. Juni 2014 (BLR-LAB 643)   | Einhof mit Wohnhaus und Wirtschaftsgebäude, Kornkasten und Backofen | KG: Enneberg Bauparzelle: 192, 194 Grundparzelle: 2014 |
| ja   | Datei hochladen | Moregg in Pfarre ID: 14539                                              | 46° 43′ 9″ N, 11° 55′ 9″ O   | 13. Jan. 1951 (MD)           | Ansitz                                                              | KG: Enneberg Bauparzelle: 8                            |
| ja   | Datei hochladen | Mühle auf dem Weg nach Plaiken ID: 14562                                | 46° 43′ 28″ N, 11° 54′ 35″ O | 8. Sep. 1986 (BLR-LAB 4974)  | Mühle                                                               | KG: Enneberg Bauparzelle: 545                          |
| ja   | Datei hochladen | Pfarrkirche Maria Lichtmess mit Friedhofskapelle und Friedhof ID: 14536 | 46° 43′ 8″ N, 11° 55′ 10″ O  | 8. Sep. 1986 (BLR-LAB 4974)  | Kirche                                                              | KG: Enneberg Bauparzelle: 1, 2 Grundparzelle: 1        |
| ja   | Datei hochladen | Pfarrkirche St. Peter und Paul mit Friedhof ID: 14566                   | 46° 42′ 56″ N, 11° 52′ 46″ O | 8. Sep. 1986 (BLR-LAB 4974)  | Kirche                                                              | KG: Welschellen Bauparzelle: 385 Grundparzelle: 2735   |
| ja   | Datei hochladen | Pfarrkirche St. Vigil mit Friedhof ID: 14553                            | 46° 41′ 53″ N, 11° 55′ 53″ O | 8. Sep. 1986 (BLR-LAB 4974)  | Kirche                                                              | KG: Enneberg Bauparzelle: 319 Grundparzelle: 3031      |
| ja   | Datei hochladen | Pfarrwidum in Pfarre ID: 14537                                          | 46° 43′ 8″ N, 11° 55′ 10″ O  | 8. Sep. 1986 (BLR-LAB 4974)  | Widum/Kanonikerhaus                                                 | KG: Enneberg Bauparzelle: 3                            |
| ja   | Datei hochladen | Pintja in Welsch-Montal ID: 14549                                       | 46° 42′ 34″ N, 11° 55′ 2″ O  | 8. Sep. 1986 (BLR-LAB 4974)  | Ländliches Wohnhaus/Bauernhof                                       | KG: Enneberg Bauparzelle: 271                          |
| ja   | Datei hochladen | Plazores ID: 14554                                                      | 46° 42′ 2″ N, 11° 56′ 1″ O   | 10. Apr. 1989 (BLR-LAB 1862) | Ländliches Wohnhaus/Bauernhof                                       | KG: Enneberg Bauparzelle: 370                          |
| ja   | Datei hochladen | Ras 5 ID: 14558                                                         | 46° 42′ 25″ N, 11° 55′ 45″ O | 13. Jan. 1951 (MD)           | Ländliches Wohnhaus/Bauernhof                                       | KG: Enneberg Bauparzelle: 420                          |
| BW   | Datei hochladen | Rinkwein zu Turnerötsch ID: 14568                                       | 46° 42′ 55″ N, 11° 52′ 43″ O | 8. Sep. 1986 (BLR-LAB 4974)  | Ansitz                                                              | KG: Welschellen Bauparzelle: 397                       |
| ja   | Datei hochladen | Rost mit Kornkasten ID: 14557                                           | 46° 42′ 22″ N, 11° 55′ 45″ O | 13. Jan. 1951 (MD)           | Ländliches Wohnhaus/Bauernhof                                       | KG: Enneberg Bauparzelle: 413                          |
| ja   | Datei hochladen | Säck mit Kornkasten und Backofen in St. Vigil ID: 14541                 | 46° 42′ 59″ N, 11° 54′ 51″ O | 8. Sep. 1986 (BLR-LAB 4974)  | Ländliches Wohnhaus/Bauernhof                                       | KG: Enneberg Bauparzelle: 51                           |
| BW   | Datei hochladen | Somür in Pfarre ID: 14538                                               | 46° 43′ 8″ N, 11° 55′ 12″ O  | 8. Sep. 1986 (BLR-LAB 4974)  | Ländliches Wohnhaus/Bauernhof                                       | KG: Enneberg Bauparzelle: 4/1                          |
| ja   | Datei hochladen | St. Georg in Plaiken ID: 14547                                          | 46° 43′ 31″ N, 11° 53′ 41″ O | 8. Sep. 1986 (BLR-LAB 4974)  | Kirche                                                              | KG: Enneberg Bauparzelle: 193                          |
| ja   | Datei hochladen | St. Nikolaus in Hof ID: 14543                                           | 46° 42′ 48″ N, 11° 55′ 18″ O | 8. Sep. 1986 (BLR-LAB 4974)  | Kirche                                                              | KG: Enneberg Bauparzelle: 59                           |

Falls bei einem Baudenkmal keine Koordinaten bekannt sind, werden ersatzweise die Katasterdaten zum Zeitpunkt der Unterschutzstellung angegeben. Diese sind weder offiziell noch zwingend aktuell.
Die vom Landesdenkmalamt übernommenen Adressen können veraltet sein.
| Foto:   | Fotografie des Denkmals. Klicken des Fotos erzeugt eine vergrößerte Ansicht. Daneben finden sich zwei Symbole: |
| ID      | Identifikator beim Südtiroler Landesdenkmalamt                                                                 |
| KG      | Katastralgemeinde                                                                                              |
| MD      | Ministerialdekret                                                                                              |
| BLR-LAB | Beschluss der Landesregierung – Landesausschussbeschluss                                                       |